# Varhaug
Varhaug è un villaggio della Norvegia, situato nella municipalità di Hå, nella contea di Rogaland.